# توني هانكوك
توني هانكوك (بالإنجليزية: Tony Hancock)‏ (31 يناير 1967 في المملكة المتحدة - ) هو لاعب كرة قدم بريطاني في مركز الهجوم. لعب مع بريستون نورث إيند وستوكبورت كونتي ونادي بيرنلي.